# Bratislava Open 2025
Il Bratislava Open 2025 è stato un torneo maschile di tennis professionistico. È stata la 6ª edizione del torneo, facente parte della categoria Challenger 100 nell'ambito dell'ATP Challenger Tour 2025, con un montepremi di 145 000 €. Si è giocato dal 9 al 15 giugno 2025 sui campi in terra rossa del TK Slovan di Bratislava, in Slovacchia.

## Partecipanti

### Teste di serie
| Nazionalità | Giocatore          | Ranking* | Testa di serie |
| ----------- | ------------------ | -------- | -------------- |
| Kazakistan  | Aleksandr Ševčenko | 103      | 1              |
| Cile        | Tomás Barrios Vera | 110      | 2              |
| Portogallo  | Jaime Faria        | 115      | 3              |
| Francia     | Valentin Royer     | 120      | 4              |
| Cile        | Cristian Garín     | 123      | 5              |
| Stati Uniti | Emilio Nava        | 137      | 6              |
| Ungheria    | Zsombor Piros      | 160      | 7              |
| Slovacchia  | Lukáš Klein        | 190      | 8              |

* Ranking al 26 maggio 2025.

### Altri partecipanti
I seguenti giocatori hanno ricevuto una wild card per il tabellone principale:
- Miloš Karol
- Alex Molčan
- Lukáš Pokorný

Il seguente giocatore è entrato in tabellone nell'ambito dello Next Gen Accelerator Programme:
- Federico Cinà

Il seguente giocatore è entrato in tabellone alternate:
- Andrej Martin

I seguenti giocatori sono passati dalle qualificazioni:
- Daniel Michalski
- Hynek Bartoň
- Toby Kodat
- Matej Dodig
- Norbert Gombos
- Marko Topo

Il seguente giocatore è entrato in tabellone come lucky loser:
- Oleg Prihodko

## Punti e montepremi
| Torneo    | Torneo              | V      | F     | SF    | QF    | 2T    | 1T    | Q | Q2  | Q1  |
| Singolare | Punti               | 100    | 50    | 25    | 14    | 7     | 0     | 4 | 2   | 0   |
| Singolare | Premi in denaro (€) | 16 020 | 9 415 | 5 555 | 3 240 | 1 900 | 1 160 | – | 580 | 290 |
| Doppio    | Punti               | 100    | 50    | 25    | 14    | –     | 0     | – | –   | –   |
| Doppio    | Premi in denaro (€) | 6 845  | 4 050 | 2 400 | 1 420 | –     | 800   | – | –   | –   |

## Campioni

### Singolare
Dino Prižmić ha sconfitto in finale  Valentin Royer con il punteggio di 6–4, 7–6(6).

### Doppio
Andrew Paulson /  Matěj Vocel hanno sconfitto in finale  Jiří Barnat /  Filip Duda con il punteggio di 6–1, 6–4.